# Sønder Vilstrup
Sønder Vilstrup is een plaats in de Deense regio Zuid-Denemarken, gemeente Haderslev. De plaats telt 368 inwoners (2008). Sønder in de naam geeft aan dat het huidige dorp iets ten zuiden van de kerk van de parochie ligt.